# Romildo Santos Rosa
Romildo Santos Rosa (født 25. oktober 1973) er en tidligere brasiliansk fodboldspiller.
Han har spillet for flere forskellige klubber i sin karriere, herunder Nagoya Grampus Eight.